# WinDirStat
WinDirStat ist ein freies Programm für Microsoft Windows, welches die Festplattenstruktur analysiert. Dabei wird vom Programm entweder eine Partition oder ein Dateiordner nach Objekten durchsucht und entsprechend angeordnet. So können große Dateien oder große Ordner mit mehreren Teilarchiven aufgespürt werden. WinDirStat wird unter der GNU General Public License veröffentlicht.

## Grafische Darstellung/Baumkarte
Im unteren Bereich wird nach dem erfolgreichen Durchsuchen der Partition oder des Ordners bildlich gezeigt, wie die Festplatte mit welchen Dateien belegt ist. Von WinDirStat wird diese Grafik Baumkarte (nach engl. Tree Map) genannt. Dabei wird jede Datei durch ein Rechteck dargestellt. Dateien im selben Ordner werden selbst auch in Rechtecken angeordnet.
Durch einen Kisseneffekt wird versucht, die Zugehörigkeit zum selben Ordner zu verdeutlichen. So haben Dateien im selben Ordner eine gemeinsame Lichtquelle. Erkennbar wird dies im Screenshot bei den GCF-Dateien (violett dargestellt).

## Verzeichnisliste
Zusätzlich zur Baumkarte gibt es auch eine Verzeichnisliste in einer Baumstruktur, welche die Verhältnisse in Zahlen fasst. So kann ermittelt werden, welche Ordner am meisten Platz benötigen. Diese Ordner werden weiter oben dargestellt. In diesem Verzeichnis selber gibt es weitere Verzeichnisse. Zum einen Dateien, welche alle Dateien in diesem Ordner zusammenfassen, und zum anderen die Unterordner des Ordners. Dabei sind diese der Größe nach sortiert und der Wert in den Spalten Teilbaum-Anteil und Anteil bezieht sich auf den Ordner.

## Typenliste
Oben rechts befindet sich dann die Typenliste, welche, nach der Größe der Vorkommen sortiert, alle Dateitypen aufzählt. Es werden dabei folgende Werte erfasst:
- Dateityp
- Farbe (dieselbe wie in der Baumkarte)
- Beschreibung
- Bytes (Platz, den die Dateien mit dieser Endung benötigen)
- % Bytes (Anteil des Platzes, den die Dateien mit dieser Endung benötigen)
- Dateien (Anzahl der Dateien mit dieser Endung)